# Richmond (Queensland)
Richmond – miasto w Australii, w stanie Queensland.